# Techichi
Techichi – historyczna rasa psów występująca w IX w. na terenach obecnego Meksyku, popularne zwierzę domowe Tolteków. Były to psy małe, grubokościste, o długim futrze. Ich charakterystyczną cechą było to, że nie szczekały. Są uznawane za protoplastów rasy chihuahua.